# Andrei Chindriș
Andrei Chindriș, né le 12 janvier 1999 à Cluj-Napoca en Roumanie, est un footballeur roumain qui évolue au poste de défenseur central.

## Biographie

### En club
Formé à l'Universitatea Cluj, Andrei Chindriș rejoint le FC Botoșani en 2017, son transfert est annoncé en novembre 2016. Il ne fait cependant pas ses débuts avec ce club mais avec l'Academica Clinceni puis le Știința Miroslava où il est prêté de 2017 à 2018.
Après une saison pleine en deuxième division roumaine Chindriș fait son retour au FC Botoșani. Il joue son premier match le 20 juillet 2018, faisant par la même occasion ses débuts en première division, en entrant en jeu lors de la première journée de la saison 2018-2019 face au CFR Cluj (1-1).
Le 31 août 2021, dernier jour du mercato estival, Andrei Chindriș rejoint le Portugal en s'engageant avec le CD Santa Clara. Il joue son premier match sous ses nouvelles couleurs le 26 octobre 2021, lors d'une rencontre de coupe de la Ligue portugaise face au FC Porto. Titulaire, il inscrit également son premier but ce jour-là en ouvrant le score. Il participe ainsi à la victoire des siens (3-1 score final).
Laissé libre par Santa Clara le 1er janvier 2022, il rejoint l'UTA Arad. Sa venue est annoncée le 13 juin, avant l'ouverture du marché des transferts.

### En sélection nationale
Andrei Chindriș reçoit sa première sélection avec l'équipe de Roumanie espoirs le 10 octobre 2019, contre le Danemark. Il entre en jeu lors de ce match qui se solde par la défaite des siens (1-0).
Il est retenu avec cette sélection pour disputer le championnat d'Europe espoirs en 2021.